# Kvalspelet till världsmästerskapet i fotboll 1978 (Conmebol)
Kvalspelet till världsmästerskapet i fotboll 1978 (CONMEBOL) är de kvalomgångar som avgör vilka två eller tre sydamerikanska landslag som lyckas kvala in till VM 1978 i Argentina. Kvalserien bestod av totalt nio lag från Sydamerikanska fotbollsfederationen, och spelades under perioden 9 februari-17 juli 1977. Argentina var direktkvalificerad till världsmästerskapet då de var värdnation för världsmästerskapet.
Lagen delades in i tre grupper. Segraren ur varje grupp blev kvalificerade till finalomgången: Brasilien, Bolivia och Peru. I finalomgång blev Brasilien och Peru direktkvalificerade till VM 1978. Bolivia fick spela ett interkontinentalt kvalspel mot gruppsegraren av grupp 9 vid det europeiska kvalspelet. Man fick då möta Ungern vid två tillfällen. Den 29 oktober spelade man i Budapest, och den 30 november i La Paz. Ungern vann bägge matcherna med slutresultatet 6–0 och 3–2.

## Resultat

### Grupp 1
| Nr | Lag       | S | V | O | F | GM | IM | MS | P |
| -- | --------- | - | - | - | - | -- | -- | -- | - |
| 1  | Brasilien | 4 | 2 | 2 | 0 | 8  | 1  | +7 | 6 |
| 2  | Paraguay  | 4 | 1 | 2 | 1 | 3  | 3  | 0  | 4 |
| 3  | Colombia  | 4 | 0 | 2 | 2 | 1  | 8  | −7 | 2 |

|  | 20 februari 1977 | Colombia | 0 – 0 | Brasilien | Estadio Nemesio Camacho                                                   |  |
|  |                  |          |       |           | Bogotá, Colombia Publik: 55 439 Domare: Miguel Ángel Comesaña (Argentina) |  |
|  |                  |          |       |           |                                                                           |  |
|  |                  |          |       |           |                                                                           |  |

|  | 24 februari 1977 | Colombia | 0 – 1   | Paraguay         | Estadio Nemesio Camacho                                              |                                                                      |
|  |                  |          | (0 – 1) | Jara Saguier 26′ | Bogotá, Colombia Publik: 45 838 Domare: César Orozco Guerrero (Peru) | Bogotá, Colombia Publik: 45 838 Domare: César Orozco Guerrero (Peru) |
|  |                  |          |         |                  | Bogotá, Colombia Publik: 45 838 Domare: César Orozco Guerrero (Peru) | Bogotá, Colombia Publik: 45 838 Domare: César Orozco Guerrero (Peru) |
|  |                  |          |         |                  | Bogotá, Colombia Publik: 45 838 Domare: César Orozco Guerrero (Peru) | Bogotá, Colombia Publik: 45 838 Domare: César Orozco Guerrero (Peru) |

|  | 6 mars 1977 | Paraguay         | 1 – 1   | Colombia     | Estadio Defensores del Chaco                                         |                                                                      |
|  |             | Jara Saguier 90′ | (0 – 0) | Vilarete 58′ | Asunción, Paraguay Publik: 30 154 Domare: Cerullo Giuliano (Uruguay) | Asunción, Paraguay Publik: 30 154 Domare: Cerullo Giuliano (Uruguay) |
|  |             |                  |         |              | Asunción, Paraguay Publik: 30 154 Domare: Cerullo Giuliano (Uruguay) | Asunción, Paraguay Publik: 30 154 Domare: Cerullo Giuliano (Uruguay) |
|  |             |                  |         |              | Asunción, Paraguay Publik: 30 154 Domare: Cerullo Giuliano (Uruguay) | Asunción, Paraguay Publik: 30 154 Domare: Cerullo Giuliano (Uruguay) |

|  | 9 mars 1977 | Brasilien                                                               | 6 – 0   | Colombia | Maracanã                                                                        |                                                                                 |
|  |             | Roberto Dinamite 15′, 31′ Zico 25′ Marinho Chagas 41′, 55′ Rivelino 85′ | (4 – 0) |          | Rio de Janeiro, Brasilien Publik: 162 764 Domare: Norberto Coerezza (Argentina) | Rio de Janeiro, Brasilien Publik: 162 764 Domare: Norberto Coerezza (Argentina) |
|  |             |                                                                         |         |          | Rio de Janeiro, Brasilien Publik: 162 764 Domare: Norberto Coerezza (Argentina) | Rio de Janeiro, Brasilien Publik: 162 764 Domare: Norberto Coerezza (Argentina) |
|  |             |                                                                         |         |          | Rio de Janeiro, Brasilien Publik: 162 764 Domare: Norberto Coerezza (Argentina) | Rio de Janeiro, Brasilien Publik: 162 764 Domare: Norberto Coerezza (Argentina) |

|  | 13 mars 1977 | Paraguay | 0 – 1   | Brasilien          | Estadio Defensores del Chaco                                         |                                                                      |
|  |              |          | (0 – 0) | Insfrán 59′ (sjm.) | Asunción, Paraguay Publik: 40 490 Domare: Luis Pestarino (Argentina) | Asunción, Paraguay Publik: 40 490 Domare: Luis Pestarino (Argentina) |
|  |              |          |         |                    | Asunción, Paraguay Publik: 40 490 Domare: Luis Pestarino (Argentina) | Asunción, Paraguay Publik: 40 490 Domare: Luis Pestarino (Argentina) |
|  |              |          |         |                    | Asunción, Paraguay Publik: 40 490 Domare: Luis Pestarino (Argentina) | Asunción, Paraguay Publik: 40 490 Domare: Luis Pestarino (Argentina) |

|  | 20 mars 1977 | Brasilien                  | 1 – 1   | Paraguay | Maracanã                                                                 |                                                                          |
|  |              | Roberto Dinamite 6′ (str.) | (1 – 0) | Báez 54′ | Rio de Janeiro, Brasilien Publik: 94 947 Domare: Ramón Barreto (Uruguay) | Rio de Janeiro, Brasilien Publik: 94 947 Domare: Ramón Barreto (Uruguay) |
|  |              |                            |         |          | Rio de Janeiro, Brasilien Publik: 94 947 Domare: Ramón Barreto (Uruguay) | Rio de Janeiro, Brasilien Publik: 94 947 Domare: Ramón Barreto (Uruguay) |
|  |              |                            |         |          | Rio de Janeiro, Brasilien Publik: 94 947 Domare: Ramón Barreto (Uruguay) | Rio de Janeiro, Brasilien Publik: 94 947 Domare: Ramón Barreto (Uruguay) |

### Grupp 2
| Nr | Lag       | S | V | O | F | GM | IM | MS | P |
| -- | --------- | - | - | - | - | -- | -- | -- | - |
| 1  | Bolivia   | 4 | 3 | 1 | 0 | 8  | 3  | +5 | 7 |
| 2  | Uruguay   | 4 | 1 | 2 | 1 | 5  | 4  | +1 | 4 |
| 3  | Venezuela | 4 | 0 | 1 | 3 | 2  | 8  | −6 | 1 |

|  | 9 februari 1977 | Venezuela  | 1 – 1   | Uruguay     | Estadio Brigido Iriarte                                                         |                                                                                 |
|  |                 | Flores 88′ | (0 – 1) | Oliveira 5′ | Caracas, Venezuela Publik: 5 000 Domare: Guillermo Velásquez Ramírez (Colombia) | Caracas, Venezuela Publik: 5 000 Domare: Guillermo Velásquez Ramírez (Colombia) |
|  |                 |            |         |             | Caracas, Venezuela Publik: 5 000 Domare: Guillermo Velásquez Ramírez (Colombia) | Caracas, Venezuela Publik: 5 000 Domare: Guillermo Velásquez Ramírez (Colombia) |
|  |                 |            |         |             | Caracas, Venezuela Publik: 5 000 Domare: Guillermo Velásquez Ramírez (Colombia) | Caracas, Venezuela Publik: 5 000 Domare: Guillermo Velásquez Ramírez (Colombia) |

|  | 27 februari 1977 | Bolivia     | 1 – 0   | Uruguay | Estadio Libertador Simón Bolívar                                        |                                                                         |
|  |                  | Jiménez 48′ | (0 – 0) |         | La Paz, Bolivia Publik: 20 306 Domare: Romualdo Arppi Filho (Brasilien) | La Paz, Bolivia Publik: 20 306 Domare: Romualdo Arppi Filho (Brasilien) |
|  |                  |             |         |         | La Paz, Bolivia Publik: 20 306 Domare: Romualdo Arppi Filho (Brasilien) | La Paz, Bolivia Publik: 20 306 Domare: Romualdo Arppi Filho (Brasilien) |
|  |                  |             |         |         | La Paz, Bolivia Publik: 20 306 Domare: Romualdo Arppi Filho (Brasilien) | La Paz, Bolivia Publik: 20 306 Domare: Romualdo Arppi Filho (Brasilien) |

|  | 6 mars 1977 | Venezuela   | 1 – 3   | Bolivia                          | Estadio Brigido Iriarte                                                 |                                                                         |
|  |             | Iriarte 86′ | (0 – 1) | Messa 5′ Jiménez 76′ Aguilar 80′ | Caracas, Venezuela Publik: 30 154 Domare: Juan Silvagno Cavanna (Chile) | Caracas, Venezuela Publik: 30 154 Domare: Juan Silvagno Cavanna (Chile) |
|  |             |             |         |                                  | Caracas, Venezuela Publik: 30 154 Domare: Juan Silvagno Cavanna (Chile) | Caracas, Venezuela Publik: 30 154 Domare: Juan Silvagno Cavanna (Chile) |
|  |             |             |         |                                  | Caracas, Venezuela Publik: 30 154 Domare: Juan Silvagno Cavanna (Chile) | Caracas, Venezuela Publik: 30 154 Domare: Juan Silvagno Cavanna (Chile) |

|  | 13 mars 1977 | Bolivia                  | 2 – 0   | Venezuela | Estadio Libertador Simón Bolívar                                 |                                                                  |
|  |              | Jiménez 17′ Aragonés 53′ | (1 – 0) |           | La Paz, Bolivia Publik: 21 217 Domare: Edison Pérez Nuñez (Peru) | La Paz, Bolivia Publik: 21 217 Domare: Edison Pérez Nuñez (Peru) |
|  |              |                          |         |           | La Paz, Bolivia Publik: 21 217 Domare: Edison Pérez Nuñez (Peru) | La Paz, Bolivia Publik: 21 217 Domare: Edison Pérez Nuñez (Peru) |
|  |              |                          |         |           | La Paz, Bolivia Publik: 21 217 Domare: Edison Pérez Nuñez (Peru) | La Paz, Bolivia Publik: 21 217 Domare: Edison Pérez Nuñez (Peru) |

|  | 17 mars 1977 | Uruguay          | 2 – 0   | Venezuela | Estadio Centenario                                                    |                                                                       |
|  |              | Pizzani 11′, 83′ | (1 – 0) |           | Montevideo, Uruguay Publik: 4 383 Domare: Armando Marques (Brasilien) | Montevideo, Uruguay Publik: 4 383 Domare: Armando Marques (Brasilien) |
|  |              |                  |         |           | Montevideo, Uruguay Publik: 4 383 Domare: Armando Marques (Brasilien) | Montevideo, Uruguay Publik: 4 383 Domare: Armando Marques (Brasilien) |
|  |              |                  |         |           | Montevideo, Uruguay Publik: 4 383 Domare: Armando Marques (Brasilien) | Montevideo, Uruguay Publik: 4 383 Domare: Armando Marques (Brasilien) |

|  | 27 mars 1977 | Uruguay          | 2 – 2   | Bolivia          | Estadio Centenario                                                      |                                                                         |
|  |              | Pereyra 23′, 49′ | (1 – 1) | Aguilar 25′, 59′ | Montevideo, Uruguay Publik: 7 477 Domare: Arturo Ithurralde (Argentina) | Montevideo, Uruguay Publik: 7 477 Domare: Arturo Ithurralde (Argentina) |
|  |              |                  |         |                  | Montevideo, Uruguay Publik: 7 477 Domare: Arturo Ithurralde (Argentina) | Montevideo, Uruguay Publik: 7 477 Domare: Arturo Ithurralde (Argentina) |
|  |              |                  |         |                  | Montevideo, Uruguay Publik: 7 477 Domare: Arturo Ithurralde (Argentina) | Montevideo, Uruguay Publik: 7 477 Domare: Arturo Ithurralde (Argentina) |

### Grupp 3
| Nr | Lag     | S | V | O | F | GM | IM | MS | P |
| -- | ------- | - | - | - | - | -- | -- | -- | - |
| 1  | Peru    | 4 | 2 | 2 | 0 | 8  | 2  | +6 | 6 |
| 2  | Chile   | 4 | 2 | 1 | 1 | 5  | 3  | +2 | 5 |
| 3  | Ecuador | 4 | 0 | 1 | 3 | 1  | 9  | −8 | 1 |

|  | 20 februari 1977 | Ecuador        | 1 – 1   | Peru        | Estadio Olímpico Atahualpa                                              |                                                                         |
|  |                  | Paz y Miño 81′ | (0 – 1) | Oblitas 43′ | Quito, Ecuador Publik: 39 576 Domare: Agomar Martins Röhrig (Brasilien) | Quito, Ecuador Publik: 39 576 Domare: Agomar Martins Röhrig (Brasilien) |
|  |                  |                |         |             | Quito, Ecuador Publik: 39 576 Domare: Agomar Martins Röhrig (Brasilien) | Quito, Ecuador Publik: 39 576 Domare: Agomar Martins Röhrig (Brasilien) |
|  |                  |                |         |             | Quito, Ecuador Publik: 39 576 Domare: Agomar Martins Röhrig (Brasilien) | Quito, Ecuador Publik: 39 576 Domare: Agomar Martins Röhrig (Brasilien) |

|  | 27 februari 1977 | Ecuador | 0 – 1   | Chile      | Estadio Modelo                                                             |                                                                            |
|  |                  |         | (0 – 1) | Gamboa 33′ | Guayaquil, Ecuador Publik: 50 000 Domare: Jorge Eduardo Romero (Argentina) | Guayaquil, Ecuador Publik: 50 000 Domare: Jorge Eduardo Romero (Argentina) |
|  |                  |         |         |            | Guayaquil, Ecuador Publik: 50 000 Domare: Jorge Eduardo Romero (Argentina) | Guayaquil, Ecuador Publik: 50 000 Domare: Jorge Eduardo Romero (Argentina) |
|  |                  |         |         |            | Guayaquil, Ecuador Publik: 50 000 Domare: Jorge Eduardo Romero (Argentina) | Guayaquil, Ecuador Publik: 50 000 Domare: Jorge Eduardo Romero (Argentina) |

|  | 6 mars 1977 | Chile       | 1 – 1   | Peru        | Estadio Nacional de Chile                                            |                                                                      |
|  |             | Ahumada 42′ | (1 – 0) | Muñante 70′ | Santiago, Chile Publik: 67 983 Domare: José Favilli Neto (Brasilien) | Santiago, Chile Publik: 67 983 Domare: José Favilli Neto (Brasilien) |
|  |             |             |         |             | Santiago, Chile Publik: 67 983 Domare: José Favilli Neto (Brasilien) | Santiago, Chile Publik: 67 983 Domare: José Favilli Neto (Brasilien) |
|  |             |             |         |             | Santiago, Chile Publik: 67 983 Domare: José Favilli Neto (Brasilien) | Santiago, Chile Publik: 67 983 Domare: José Favilli Neto (Brasilien) |

|  | 12 mars 1977 | Peru                                     | 4 – 0   | Ecuador | Estadio Nacional del Perú                                  |                                                            |
|  |              | Velásquez 19′ Oblitas 48′, 50′ Luces 63′ | (1 – 0) |         | Lima, Peru Publik: 43 319 Domare: Luis Barrancos (Bolivia) | Lima, Peru Publik: 43 319 Domare: Luis Barrancos (Bolivia) |
|  |              |                                          |         |         | Lima, Peru Publik: 43 319 Domare: Luis Barrancos (Bolivia) | Lima, Peru Publik: 43 319 Domare: Luis Barrancos (Bolivia) |
|  |              |                                          |         |         | Lima, Peru Publik: 43 319 Domare: Luis Barrancos (Bolivia) | Lima, Peru Publik: 43 319 Domare: Luis Barrancos (Bolivia) |

|  | 20 mars 1977 | Chile                        | 3 – 0   | Ecuador | Estadio Nacional de Chile                                            |                                                                      |
|  |              | Figueroa 29′, 55′ Castro 40′ | (2 – 0) |         | Santiago, Chile Publik: 18 360 Domare: Vicente Llobregat (Venezuela) | Santiago, Chile Publik: 18 360 Domare: Vicente Llobregat (Venezuela) |
|  |              |                              |         |         | Santiago, Chile Publik: 18 360 Domare: Vicente Llobregat (Venezuela) | Santiago, Chile Publik: 18 360 Domare: Vicente Llobregat (Venezuela) |
|  |              |                              |         |         | Santiago, Chile Publik: 18 360 Domare: Vicente Llobregat (Venezuela) | Santiago, Chile Publik: 18 360 Domare: Vicente Llobregat (Venezuela) |

|  | 26 mars 1977 | Peru                  | 2 – 0   | Chile | Estadio Nacional del Perú                                          |                                                                    |
|  |              | Sotil 49′ Oblitas 54′ | (0 – 0) |       | Lima, Peru Publik: 40 000 Domare: Arnaldo Cézar Coelho (Brasilien) | Lima, Peru Publik: 40 000 Domare: Arnaldo Cézar Coelho (Brasilien) |
|  |              |                       |         |       | Lima, Peru Publik: 40 000 Domare: Arnaldo Cézar Coelho (Brasilien) | Lima, Peru Publik: 40 000 Domare: Arnaldo Cézar Coelho (Brasilien) |
|  |              |                       |         |       | Lima, Peru Publik: 40 000 Domare: Arnaldo Cézar Coelho (Brasilien) | Lima, Peru Publik: 40 000 Domare: Arnaldo Cézar Coelho (Brasilien) |

### Finalomgång
| Nr | Lag       | S | V | O | F | GM | IM | MS  | P |
| -- | --------- | - | - | - | - | -- | -- | --- | - |
| 1  | Brasilien | 2 | 2 | 0 | 0 | 9  | 0  | +9  | 4 |
| 2  | Peru      | 2 | 1 | 0 | 1 | 5  | 1  | +4  | 2 |
| 3  | Bolivia   | 2 | 0 | 0 | 2 | 0  | 13 | −13 | 0 |

|  | 10 juli 1977 | Brasilien | 1 – 0   | Peru | Estadio Olímpico Pascual Guerrero                                       |                                                                         |
|  |              | Gil 53′   | (0 – 0) |      | Cali, Colombia Publik: 50 345 Domare: Miguel Ángel Comesaña (Argentina) | Cali, Colombia Publik: 50 345 Domare: Miguel Ángel Comesaña (Argentina) |
|  |              |           |         |      | Cali, Colombia Publik: 50 345 Domare: Miguel Ángel Comesaña (Argentina) | Cali, Colombia Publik: 50 345 Domare: Miguel Ángel Comesaña (Argentina) |
|  |              |           |         |      | Cali, Colombia Publik: 50 345 Domare: Miguel Ángel Comesaña (Argentina) | Cali, Colombia Publik: 50 345 Domare: Miguel Ángel Comesaña (Argentina) |

|  | 14 juli 1977 | Brasilien                                                                                 | 8 – 0   | Bolivia | Estadio Olímpico Pascual Guerrero                                   |                                                                     |
|  |              | Zico 5′, 10′, 27′ (str.), 60′ Roberto Dinamite 22′ Gil 54′ Toninho Cerezo 70′ Marcelo 89′ | (4 – 0) |         | Cali, Colombia Publik: 38 037 Domare: Juan Silvagno Cavanna (Chile) | Cali, Colombia Publik: 38 037 Domare: Juan Silvagno Cavanna (Chile) |
|  |              |                                                                                           |         |         | Cali, Colombia Publik: 38 037 Domare: Juan Silvagno Cavanna (Chile) | Cali, Colombia Publik: 38 037 Domare: Juan Silvagno Cavanna (Chile) |
|  |              |                                                                                           |         |         | Cali, Colombia Publik: 38 037 Domare: Juan Silvagno Cavanna (Chile) | Cali, Colombia Publik: 38 037 Domare: Juan Silvagno Cavanna (Chile) |

|  | 17 juli 1977 | Peru                                           | 5 – 0   | Bolivia | Estadio Olímpico Pascual Guerrero                             |                                                               |
|  |              | Cubillas 31′, 44′ Velásquez 65′, 89′ Rojas 74′ | (2 – 0) |         | Cali, Colombia Publik: 32 511 Domare: Ramón Barreto (Uruguay) | Cali, Colombia Publik: 32 511 Domare: Ramón Barreto (Uruguay) |
|  |              |                                                |         |         | Cali, Colombia Publik: 32 511 Domare: Ramón Barreto (Uruguay) | Cali, Colombia Publik: 32 511 Domare: Ramón Barreto (Uruguay) |
|  |              |                                                |         |         | Cali, Colombia Publik: 32 511 Domare: Ramón Barreto (Uruguay) | Cali, Colombia Publik: 32 511 Domare: Ramón Barreto (Uruguay) |